# 合月勇
合月 勇 （あいつき いさむ、1944年10月26日 - ）は、日本の演出家、テレビディレクター。

## 人物・経歴
1944年、北海道で生まれる。
歌舞伎座テレビ室助監督、東宝映画、大映テレビを経て、1974年テレビドラマ『乱れ雲』で監督としてデビュー。

## 作品

### テレビドラマ
- ザ・ガードマン
  - 第314回「女二人ヨーロッパ珍道中」助監督　ほか
- シークレット部隊（1971年12月、TBS）助監督
- 乱れ雲（1974年7月 - 9月、フジテレビ）監督
- 夜明けの刑事（1974年10月 - 1977年、TBS）
  - 第1回「女の悲鳴」（1974年10月2日）助監督
  - 第2回「キャロル知らない奴はおくれてる」（1974年10月9日）助監督
  - 第3回「隣りの家の秘密」（1974年10月16日）助監督　　ほか
  - 第77回「引き逃げされた高校生のナゾ!!」監督
  - 第83回「山口さんちのツトム君誘拐事件」監督
- 赤い疑惑（1975年10月 - 1676年4月、TBS）助監督
- 赤い衝撃（1976年11月 - 1977年5月、TBS）助監督
- 赤い激流（1977年6月 - 11月、TBS）助監督
- 明日の刑事（1977年10月、TBS）監督（以下すべて）
- 薔薇海峡（1978年12月 - 1979年6月、TBS）
- 赤い嵐15話（1979年11月 - 1980年3月、TBS）
- ウルトラマン80 35話36話（1980年4月 - 1981年3月、TBS）
- 赤い魂（1980年4月 - 9月、TBS）
- 赤い死線（1980年11月、TBS）
- 青い絶唱（1980年11月 - 1981年3月、TBS）
- 顔（1982年9月、TBS）
- スチュワーデス物語（1983年10月 - 1984年3月、TBS）
- スクール☆ウォーズ(1)（1984年10月 - 1985年4月、TBS）
  - スクール☆ウォーズ　前半総集編（1985年1月、TBS）
- 乳姉妹（1985年4月 - 10月、TBS）
- ポニーテールはふり向かない（1985年10月 - 1986年3月、TBS）
- 天使のアッパーカット（1986年6月 - 10月、TBS）
- 小京都連続殺人事件（1989年1月、日本テレビ）
- ウッチャン・ナンチャンの純愛の街（1989年3月、TBS）
- あ～あ小市民（1989年8月、TBS）
- 高田純次の究極の選択 2人の妻を持つ男（1990年1月、TBS）
- ドラマチック22 女子大生危険なアルバイト（1990年2月、TBS）
- 月曜ドラマスペシャル 温泉仲居番頭物語(1)（1990年2月、TBS）
- ドラマチック22 性風俗家族 日野本家の場合（1990年5月、TBS）
- 芸能社会（1990年7月 - 9月、TBS）
- 月曜ドラマスペシャル お家が、どんどん遠くなる!（1990年11月、TBS）
- ドラマチック22 診察室はレモン色(2)（1990年12月、TBS）
- ナースステーション（1991年1月 - 3月、TBS）
- 小京都ミステリー(3)津和野、萩殺人事件（1991年4月、日本テレビ）
- 天国から北へ3キロ 死んだ女が会いに来る（1991年6月、フジテレビ）
- 温泉仲居番頭物語2（1991年7月、TBS）
- 小京都ミステリー(4)京都山口殺人旅行（1991年4月、日本テレビ）
- 月曜ドラマスペシャル 三十六人の乗客 あのバスの中に犯人がいる!（1991年11月、TBS）
- 小京都ミステリー(5)奥飛騨三寺まいり殺人事件（1992年1月、日本テレビ）
- 女相続人連続殺人事件（1992年5月、TBS）
- 動く不動産（1992年6月、TBS）
- 小京都ミステリー(7)薩摩恋人形殺人事件（1992年12月、日本テレビ）
- 脅迫（1992年12月、TBS）
- 下町の熱血弁護士（1993年2月、TBS）
- 土曜ワイド劇場 山村美紗サスペンス 愛の立待岬（1993年4月、テレビ朝日）
- 小京都ミステリー(8)北海慕情殺人事件（1993年4月、日本テレビ）
- 赤い復讐（1993年5月、TBS）
- 赤い霊柩車II　黒衣の結婚式（1993年6月、フジテレビ）
- 小京都ミステリー(9)出雲路天女伝説殺人事件（1993年9月、日本テレビ）
- 殺意のバカンス(1)岡山着15時32分こだま号謎の同乗者!（1993年11月、テレビ朝日）
- 熱血弁護士の事件ノート（1993年11月、TBS）
- 小京都ミステリー(11)伊予夢芝居殺人事件（1994年3月、日本テレビ）
- 赤い霊柩車III　消えた配偶者（1994年4月、フジテレビ）
- 小京都ミステリー(12)みちのく酒田殺人事件（1994年7月、日本テレビ）
- 徳田刑事シリーズ2 追跡のオホーツク（1994年7月、TBS）
- 温泉若おかみの旅情殺人推理(2)九州別府～血の池地獄に死体の忘れ物!（1995年2月、テレビ朝日）
- 赤い霊柩車4 二つの墓標（1995年3月、フジテレビ）
- 小京都ミステリー(14)山陰但馬殺人事件（1995年3月、日本テレビ）
- 温泉若おかみの旅情殺人推理(3)（1995年7月、テレビ朝日）
- 7人のOLが行く!(2) 神秘の島バリ編（1995年8月、テレビ朝日）
- 小京都ミステリー(15)大和路くみひも殺人事件（1995年9月、日本テレビ）
- 裸の大将(77)フグと清と鉄人と（1996年1月、関西テレビ）
- 赤い霊柩車5 華やかな誤算（1996年1月、フジテレビ）
- 温泉若おかみの殺人推理(4)湯の町旅情殺人事件（1996年2月、テレビ朝日）
- 温泉若おかみの旅情殺人推理(5)（1996年7月、テレビ朝日）
- 赤い霊柩車6 婚約者は死者（1996年10h月、フジテレビ）
- 裸の大将(82)清もびっくり!そっくり美人～沖縄編（1996年12月、関西テレビ）
- 赤い霊柩車7 双子の棺（1997年4月、フジテレビ）
- 女出張料理人が行く!!（1997年6月、フジテレビ）
- 検視官江夏冬子(1)京都清水坂殺人事件（1997年6月、TBS）
- 和服デザイナー探偵(2)京都鬼子母神伝説殺人事件（1997年9月、TBS）
- 赤い霊柩車8 燃える棺（1997年12月、フジテレビ）
- 検視官江夏冬子(2)京都冬化粧殺人事件（1998年2月、TBS）
- 和服デザイナー探偵(3)阿蘇火の国幽女伝説殺人事件（1998年4月、TBS）
- 検視官江夏冬子(3)京都奥嵯峨殺人絵巻（1998年8月、TBS）
- 痛快!バツイチ・トリオ 女だけの便利屋事件簿(2)援交女子高生不倫看護婦… 病院を舞台に謎の連続殺人!二転三転の犯人像の裏に子離れできない悲しい母親像が…（1998年9月、TBS）
- 赤い霊柩車9 大江山鬼伝説殺人事件（1998年10月、フジテレビ）
- 小京都ミステリー(24)吉備津鳴釜殺人事件（1998年11月、日本テレビ）
- 赤い霊柩車10 女相続人 死を呼ぶダイヤ（1998年12月、フジテレビ）
- 水上署の源さん 東京運河－信州斑尾高原連続殺人事件（1999年2月、TBS）
- 検視官江夏冬子(4)京都宵山殺人事件（1999年9月、TBS）
- 赤い霊柩車(11)棺の中の花嫁（1999年10月、フジテレビ）
- 痛快!バツイチ・トリオ 女だけの便利屋事件簿(3)ダンボール詰め死体の運搬依頼者は誰だ!ご存じズッコケ3人組が華やかなスポーツクラブに潜む"姿なき連続殺人犯"に挑む!!（1999年11月、TBS）
- 女ざかり!!区役所の名探偵(1)横浜ゴミ屋敷連続殺人事件（2000年1月、フジテレビ）
- 検視官江夏冬子(5)京都慕い雛殺人事件（2000年3月、TBS）
- 赤い霊柩車(12)二度死んだ死体（2000年4月、フジテレビ）
- スーパーエステの死美人（2000年8月、テレビ朝日）
- ラーメン刑事「龍」の殺人推理(1)会津喜多方、殺意の女 ヤマンバ刑事とSLばんえつ号に乗っていた美女の秘密（2000年10月、朝日放送）
- 赤い霊柩車(13)函館立待岬 喪服の花嫁（2001年10月、フジテレビ）
- 門脇葬儀店・本日も御愁傷様（2000年11月、TBS）
- 女ざかり!!区役所の名探偵(2)化け猫屋敷殺人事件（2001年1月、フジテレビ）
- 温泉名物女将!湯の町事件簿(1)フラメンコが売り物の老舗旅館は火の車（2001年2月、フジテレビ）
- ダイエット三姉妹の旅情事件簿(5)函館大沼龍神伝説殺人（2001年3月、朝日放送）
- 検視官江夏冬子(6)京都女人伝説殺人事件（2001年8月、TBS）
- 赤い霊柩車(14) 完全犯罪を狙った女（2001年10月、フジテレビ）
- ラーメン刑事「龍」の殺人推理(2)北海道旭川氷点下41度の完全犯罪！雪の結晶は天からの証言者（2001年11月、朝日放送）
- 窓際信金マンの事件帳簿(1)～上司殺しの汚名　不倫の果ての連続殺人!?（2002年1月、BSジャパン）
- おだまりコンビ(4)（2002年2月、フジテレビ）
- 赤い霊柩車(15) 偽りの葬儀（2002年4月、フジテレビ）
- 温泉名物女将!湯の町事件簿(2)連続殺人をめぐる人間模様 グルメ激安ツアーで連続殺人（2002年5月、フジテレビ）
- 女ざかり!!区役所の名探偵(3)熟女トリオの最後の事件（2002年9月、フジテレビ）
- ラーメン刑事「龍」の殺人推理(3)博多〜唐津〜呼子港、殺意の銃口!壊された黒田武士人形と博多献上帯の謎（2002年9月、朝日放送）
- 赤い霊柩車(16)疑惑の嫉妬殺人（2002年10月、フジテレビ）
- 温泉若おかみの殺人推理(11)　加賀山代温泉～東尋坊～永平寺に殺意の哀歌（2002年10月、テレビ朝日）
- 温泉名物女将!湯の町事件簿(3)（2003年1月、フジテレビ）
- 温泉若おかみの殺人推理(12)「女王が殺される…」と死体が動いた!（2003年4月、テレビ朝日）
- 赤い霊柩車17 毎月の脅迫者（2003年6月、フジテレビ）
- 大阪社会部ひまダネ記者(1)（2003年6月、朝日放送）
- 温泉名物女将!湯の町事件簿(4)相次ぐ警官殺しの裏には悲しい母娘の愛憎劇（2003年6月、フジテレビ）
- 大がかりな嘘（2003年8月、フジテレビ）
- ラーメン刑事「龍」の殺人推理(4) 愛と憎しみの支笏湖 小樽から札幌へ 凍りついた女の情念（2003年9月、朝日放送）
- 温泉若おかみの殺人推理(13)私は殺された!三回忌に死者から遺言状（2003年10月、テレビ朝日）
- 赤い霊柩車(18)危険な落とし穴（2003年10月、フジテレビ）
- 温泉 (秘) 大作戦!(1)星野さつきの事件簿 伊豆稲取で海の宝石ギンディをゲットせよ（2004年2月、朝日放送）
- 温泉名物女将!湯の町事件簿(5)能登・輪島の伝統に忍び寄る黒い影（2004年5月、フジテレビ）
- 復讐する女～窓際信金マンの事件帳簿(2)（2004年6月、BSジャパン）
- 赤い霊柩車(19)見知らぬ招待客（2004年10月、フジテレビ）
- 熱血シングル・ファザー〜新聞記者・新庄圭吾の事件ファイル〜(1)親バカ記者が暴く保険金殺人の罠!お母さんを助けて…事件に秘められた真実の親子愛（2004年10月、フジテレビ）
- 京都再婚旅行殺人事件（2005年1月、テレビ朝日）
- 温泉 (秘) 大作戦(2)（2005年1月、ABC）
- 聞かせてよ愛の言葉を（2005年2月 - 4月、TBS）
- 温泉若おかみの殺人推理(15)（2005年7月、テレビ朝日）
- 赤い霊柩車(20)血の鎮魂歌（2005年10月、フジテレビ）
- 熱血シングル・ファザー〜新聞記者・新庄圭吾の事件ファイル〜(2)（2005年10月、フジテレビ）
- 温泉 (秘) 大作戦(3)北海道松前で海の王者本マグロをゲットせよ!（2006年4月、朝日放送）
- 温泉若おかみの殺人推理(16)（2006年6月、テレビ朝日）
- 温泉名物女将!湯の町事件簿(6)讃岐こんぴらさんの門前町で起きた連続殺人（2006年6月、フジテレビ）
- 水曜ミステリー9 ハマの子宝先生 24時殺意の産声（2006年7月、BSジャパン）
- 赤い霊柩車(21)灰色の容疑者（2006年10月、フジテレビ）
- 温泉若おかみの殺人推理(17)（2006年10月、テレビ朝日）
- 温泉若おかみの殺人推理(18)（2007年4月、テレビ朝日）
- 温泉 (秘) 大作戦(4)能登半島輪島温泉を巡る究極のズワイガニと伝統の技 輪島塗の美に隠された連続殺人の謎!（2007年7月、朝日放送）
- 赤い霊柩車(22)代理妻殺人事件（2007年10月、フジテレビ）
- ベビーシッターの危険な好奇心（2007年11月、TBS）
- 温泉 (秘) 大作戦(5)仕掛人vsホテル買収人 山口県長門温泉郷をめぐる謎の連続殺人！下関のトラフグと日本海仙崎イカの究極料理!（2008年1月、朝日放送）
- 超高層マンションの妻 殺人来訪者（2008年3月、テレビ朝日）
- 温泉若おかみの殺人推理(19)　富山大牧温泉～旅グルメ番組殺人事件（2008年6月、テレビ朝日）
- 温泉 (秘) 大作戦(6)旬を喰らう真夏の伊勢志摩！アワビの踊り食い 海女さん料理に夏野菜 真珠をめぐる謎の連続殺人事件!（2008年8月、ABC）
- まじめ警部補とかたやぶり刑事(3)スーパーエステの死美人（2000年8月、テレビ朝日、大映テレビ）
- 温泉 (秘) 大作戦(7)秘境の一軒宿と合掌造り 氷見の寒ブリ食べつくし！連続殺人に巻き込まれた師弟愛の悲劇!（2009年2月、朝日放送）
- 温泉若おかみの殺人推理(20)（2009年5月、テレビ朝日）
- 温泉若おかみの殺人推理(21)会津若松～復元された飾り重箱に連続殺人の秘密!!（2009年10月、テレビ朝日）
- 温泉 (秘) 大作戦(8)鳴門のうず潮に引き裂かれた夫婦愛！隠蔽された刑事失踪事件の真実を暴く美人妻VS仕掛人!! （2009年12月、ABC）
- 美食カメラマン 星井裕の事件簿(1)京都 大文字送り火 恩讐の殺意（2010年3月、TBS）
- 温泉 (秘) 大作戦(9)美人女将とパパラッチ!? 早春の気仙沼を巡る連続殺人！盗撮に秘められた驚愕の真実!! 究極のカキとフカヒレ三昧!（2010年3月、ABC）
- 美食カメラマン 星井裕の事件簿(2)京都「源氏物語」華の道の殺人（2011年4月、TBS）
- 温泉 (秘) 大作戦(10)豪雪青森・浅虫温泉！美人料理長が振舞う極上海の幸!老舗旅館に生まれた兄弟の壮絶人生と連続殺人の悲劇!!（2011年8月、朝日放送）
- 落としの鬼 刑事 澤千夏(1)半落ちの女“遺体に謎の石”連続殺人!取調べの鬼が挑む告白と沈黙の深い闇永遠の愛に捧げた命（2012年2月、テレビ東京）
- 温泉 (秘) 大作戦(11)世界遺産の露天風呂に謎の美女？熊野古道と那智の滝 パワースポットに渦巻く女の情念！連続殺人！死体は二度殺された!?（2012年3月、朝日放送）
- 温泉若おかみの殺人推理(23)滋賀おごと温泉～盗まれた琵琶湖の謎!!（2012年4月、テレビ朝日）
- 美食カメラマン 星井裕の事件簿(3)京都嵐山 桜紋様の殺人 （2012年6月、TBS）
- 温泉若おかみの殺人推理(24)山形鶴岡～映画村誘拐殺人!!（2012年8月、テレビ朝日）
- デパート仕掛け人!天王寺珠美の殺人推理(5)莫大な印税が美人秘書の死を招く（2012年8月、朝日放送）
- 温泉 (秘) 大作戦(12)北海道洞爺湖に渦巻く美人三姉妹の陰謀!? 花嫁殺人に秘められた愛と憎しみの25年!（2013年1月、ABC）
- 温泉若おかみの殺人推理(25)鹿児島指宿～フルムーン旅行連続殺人（2013年5月、テレビ朝日）
- デパート仕掛け人!天王寺珠美の殺人推理(6)狙われた同窓会!初恋の人に殺人疑惑?（1913年7月、朝日放送）
- 金曜プレステージ 更生人土門恭介の再犯ファイル（2014年2月、フジテレビ）
- 温泉若おかみの殺人推理(27)四国香川～初夜に殺された瀬戸の花嫁（2014年3月、テレビ朝日）
- 温泉 (秘) 大作戦(13)仙台・秋保温泉に蘇る怨讐の殺意！エリート医師の野望と謎の宿泊者たち!! 究極のおもてなしが真実を暴く!（2014年3月、朝日放送）
- 警察庁特別監察官 氷の女・氷室透子（2014年7月、フジテレビ）
- 温泉 (秘) 大作戦(14)南部鉄器の美人職人と美肌効果の露天風呂！10年前に死んだはずの恋人が帰ってきた!? 八幡平の大自然と秘湯をめぐる連続殺人の謎!（2014年8月、朝日放送）
- 温泉若おかみの殺人推理(28)（2014年9月、テレビ朝日）
- 温泉 (秘) 大作戦(15)出雲大社が結んだ美人女将の数奇な縁！パワーストーンの神秘が運命を変えた？美肌の玉造温泉と宍道湖を巡る愛憎の連続殺人!!（2015年3月、朝日放送）
- 温泉 (秘) 大作戦(16)鹿児島県指宿の天然砂蒸し温泉!7年熟成された鰹節でとる究極の出汁 20年間の怨讐を秘めた薩摩切子！殺人事件に翻弄された美人若女将の後継奮闘記!! （2015年10月、朝日放送）
- 温泉 (秘) 大作戦(17)香川うどん県こんぴら温泉!戸内海の孤島に甦る哀しみの兄妹伝説!? 掘り起こされた頭蓋骨と復讐鬼の父子殺人!届かない母への愛と真心の郷土料理（2016年4月、朝日放送）
- 判事失格!?弁護士夏目連太郎の逆転捜査（2017年3月、フジテレビ）